# Victor Rask
Victor Rask (* 1. März 1993 in Leksand) ist ein schwedischer Eishockeyspieler, der seit Juli 2023 bei den SC Rapperswil-Jona Lakers aus der Schweizer National League unter Vertrag steht. Zuvor war der Center für die Carolina Hurricanes, Minnesota Wild und Seattle Kraken in der National Hockey League (NHL) aktiv. Mit der schwedischen Nationalmannschaft gewann Rask die Goldmedaille bei der Weltmeisterschaft 2017.

## Karriere
Victor Rask begann seine Karriere als Eishockeyspieler in seiner Heimatstadt in der Nachwuchsabteilung von Leksands IF, für dessen Profimannschaft er in der Saison 2009/10 sein Debüt in der HockeyAllsvenskan, der zweiten schwedischen Spielklasse, gab. In seinem Rookiejahr blieb er in acht Spielen punkt- und straflos. Anschließend wurde der Center im KHL Junior Draft 2010 in der vierten Runde als insgesamt 89. Spieler von Dinamo Riga ausgewählt. Zunächst blieb er jedoch weiterhin bei seinem Heimatverein und steigerte sich in der Saison 2010/11 auf elf Scorerpunkte, davon fünf Tore, in 37 Zweitligaspielen. Daraufhin wählten ihn die Carolina Hurricanes aus der National Hockey League (NHL) im NHL Entry Draft 2011 in der zweiten Runde als insgesamt 42. Spieler. Derweil hatte der Angreifer auch immer noch für die U20-Junioren des Klubs gespielt, mit dem er 2010 Schwedischer Meister dieser Altersklasse gewonnen hatte.
Zur Saison 2011/12 wechselte Rask zu den Calgary Hitmen aus der kanadischen Juniorenliga Western Hockey League (WHL). Darüber hinaus unterschrieb er seinen einen Einstiegsvertrag bei den Hurricanes. Zunächst spielte der Mittelstürmer aber zwei Spielzeiten lang für die Hitmen in der WHL, ehe er im Verlauf der Saison 2012/13 von Carolina zu ihrem Farmteam, den Charlotte Checkers, in die American Hockey League (AHL) geholt wurde. Dort verbrachte er auch die Spielzeit 2013/14, bevor er zur folgenden Saison in den NHL-Kader der Hurricanes berufen wurde. Dort avancierte der Schwede zum Stammspieler und blieb dem Team bis zum Januar 2019 treu. Nachdem er bis zum Januar 2019 nur einen Treffer erzielt und fünf weitere vorbereitet hatte, wurde er im Tausch für den Schweizer Nino Niederreiter zu den Minnesota Wild transferiert.
Nach etwa drei Jahren in Minnesota schickten ihn die Wild im März 2022 ohne weitere Gegenleistung (future considerations) zu den Seattle Kraken und übernahmen weiterhin die Hälfte seines Gehalts. Der Schwede beendete dort die Saison 2022/23, erhielt daraufhin aber weder ein weiterführendes Vertragsangebot der Kraken noch eines anderen NHL-Franchises. Daher wechselte Rask im Oktober 2022 zu Fribourg-Gottéron aus der Schweizer National League. Zur Saison 2023/24 wechselte Rask zu den SC Rapperswil-Jona Lakers.

### International
Für Schweden nahm Rask im Juniorenbereich an den U18-Junioren-Weltmeisterschaften 2010 und 2011 teil. Bei beiden Turnieren gewann er mit seiner Mannschaft jeweils die Silbermedaille. Beim Turnier 2011 wurde er zudem zu einem der besten drei Spieler seines Teams gewählt.
Bei der Weltmeisterschaft 2015 gab Rask sein Debüt im Senioren-Bereich, bevor er bei der Weltmeisterschaft 2017 mit den Tre Kronor die Goldmedaille gewann.

## Erfolge und Auszeichnungen
- 2010 Schwedischer U20-Junioren-Meister mit Leksands IF

### International
| - 2010 Bronzemedaille bei der World U-17 Hockey Challenge 2010 - 2010 Bronzemedaille beim Ivan Hlinka Memorial Tournament - 2010 Silbermedaille bei der U18-Junioren-Weltmeisterschaft - 2011 Silbermedaille bei der U18-Junioren-Weltmeisterschaft | - 2012 Goldmedaille bei der U20-Junioren-Weltmeisterschaft - 2013 Silbermedaille bei der U20-Junioren-Weltmeisterschaft - 2017 Goldmedaille bei der Weltmeisterschaft |

## Karrierestatistik
Stand: Ende der Saison 2024/25

### International
Vertrat Schweden bei:
| - World U-17 Hockey Challenge 2010 - Ivan Hlinka Memorial Tournament 2010 - U18-Weltmeisterschaft 2010 - U18-Weltmeisterschaft 2011 | - U20-Weltmeisterschaft 2012 - U20-Weltmeisterschaft 2013 - Weltmeisterschaft 2015 - Weltmeisterschaft 2017 |

(Legende zur Spielerstatistik: Sp oder GP = absolvierte Spiele; T oder G = erzielte Tore; V oder A = erzielte Assists; Pkt oder Pts = erzielte Scorerpunkte; SM oder PIM = erhaltene Strafminuten; +/− = Plus/Minus-Bilanz; PP = erzielte Überzahltore; SH = erzielte Unterzahltore; GW = erzielte Siegtore; 1 Play-downs/Relegation; Kursiv: Statistik nicht vollständig)